# Hexatoma (Eriocera) rossiana
Hexatoma (Eriocera) rossiana is een tweevleugelige uit de familie steltmuggen (Limoniidae). De soort komt voor in het Oriëntaals gebied.